# リッチー・パウエル
リッチー・パウエル（Richie Powell、1931年9月5日 - 1956年6月26日）は、アメリカ合衆国ニューヨーク生まれのジャズ・ピアニスト。

## 人物
本名はリチャード・パウエル（Richard Powell）。著名なジャズ・ピアニストであるバド・パウエルの弟。クリフォード・ブラウンとマックス・ローチが共同で率いていたグループのメンバーとして知られる。

## 来歴
1949年から1951年までニューヨークやフィラデルフィアで演奏し、1951年から1952年までポール・ウィリアムズの、1952年から1954年までジョニー・ホッジスのもとで活動した。その後はクリフォード・ブラウンとマックス・ローチとが率いるクインテットの一員となっている。リッチー・パウエルの名声は、わけても編曲に負っている。ブラウンとローチとの録音（『アローン・トゥゲザー』や実況録音盤『Brownie Lives!』）に参加したほか、さらにソニー・ロリンズ（『プラス・フォー』）やダイナ・ワシントン（『ダイナ・ワシントン・ウィズ・クリフォード・ブラウン』）ともレコードを作っている。

## 突然の死
リッチーとブラウンは、シカゴにおける契約のために、夜更けにリッチーの妻ナンシーの運転する自動車に乗っていた。暗い雨の夜道（高速道路ペンシルベニア・ターンパイク）を抜ける最中に、ナンシー夫人は運転を誤り、3人とも事故死した。リッチーは、24歳で帰らぬ人となった。

## ディスコグラフィ
※リッチー・パウエルは自身がリーダーとなったアルバムを残していない。

### 参加アルバム
- ジョニー・ホッジス : 『ユースト・トゥ・ビー・デューク』 - Used to Be Duke (1954年、Norgran)
- ダイナ・ワシントン : 『ダイナ・ワシントン・ウィズ・クリフォード・ブラウン』 - Dinah Jams (1954年、EmArcy)
- Various Artists : 『ジャム・セッション』 - Jam Session (1954年、EmArcy) ※日本盤はクリフォード・ブラウン・オール・スターズ名義
- クリフォード・ブラウン & マックス・ローチ : 『ブラウン・ローチ・インコーポレイテッド』 - Brown and Roach Incorporated (1954年、EmArcy)
- クリフォード・ブラウン & マックス・ローチ : 『クリフォード・ブラウン & マックス・ローチ』 - Clifford Brown & Max Roach (1955年、EmArcy)
- クリフォード・ブラウン & マックス・ローチ : 『クリフォード・ブラウン・ウィズ・ストリングス』 - Clifford Brown with Strings (1955年、EmArcy)
- クリフォード・ブラウン & マックス・ローチ : 『スタディ・イン・ブラウン』 - Study in Brown (1955年、EmArcy)
- クリフォード・ブラウン & マックス・ローチ : 『アット・ベイズン・ストリート』 - Clifford Brown and Max Roach at Basin Street (1956年、EmArcy)
- ソニー・ロリンズ : 『プラス・フォー』 - Sonny Rollins Plus 4 (1956年、Prestige)
- クリフォード・ブラウン & マックス・ローチ : 『ダーホード』 - Daahoud (1972年、Mainstream) ※1954年録音